# 山本昇治
山本 昇治（やまもと しょうじ）は、山口放送 (KRY) 専属の気象予報士、防災士。

## 来歴
山口県柳井市出身。九州大学卒業。
ウェザーニューズに勤務した後、2006年10月から山口放送のテレビ・ラジオで天気解説を担当している。2012年10月1日に山口放送が予報業務許可事業者となってからは、夕方の出演番組内で同局独自の予報を展開している。

## 人物
けん玉有段者であり、KRY秋まつりなどで腕前を披露している。その他の趣味として、風呂に浸る、旅行、街角散策、詰め将棋を解くことを山口放送公式サイト内のプロフィールページで挙げている。
学生の頃から天気への関心が高く、中学時代には天気図を手書きする技を身に付けていた。高校時代には、大谷泰彦がパーソナリティを務める深夜ラジオ『きおつけ!ヤスベェ』（エフエム山口）に毎回手書きの天気図を送っていた。

## 担当番組

### テレビ番組
- KRYさわやかモーニング - 月曜・金曜「こよみのミカタ」、金曜の気象情報担当。ウェザーニューズ時代から出演しており、その当時は金曜の「週末ネットワークウェザー」に電話出演していた。
- Newsリアルタイムやまぐち
- スクープアップやまぐち
- 熱血テレビ - 「お天気情報ぷらす」担当
- KRYニュースライブ - 「昇治のお天気Live」担当
- kry news every.

### ラジオ番組
- お昼はZENKAI ラヂオな時間 - 「これからの天気」担当

## 著書
- KRY気象予報士 山本昇治の天気のミカタ（発行日：2016年6月27日、発行者：山口放送、出版社：東洋図書出版、ISBN 978-4-88598-046-6）